# Ясьова-Гута
Ясьова-Гута (пол. Jasiowa Huta, нім. Henselhütte) — село в Польщі, у гміні Нова Карчма Косьцерського повіту Поморського воєводства.
Населення — 76 осіб (2011).
У 1975-1998 роках село належало до Гданського воєводства.

## Демографія
Демографічна структура станом на 31 березня 2011 року:
|          | Загалом | Допрацездатний вік | Працездатний вік | Постпрацездатний вік |
| -------- | ------- | ------------------ | ---------------- | -------------------- |
| Чоловіки | 34      | 9                  | 21               | 4                    |
| Жінки    | 42      | 13                 | 24               | 5                    |
| Разом    | 76      | 22                 | 45               | 9                    |